# …Au champ d'honneur
Pour les articles homonymes, voir Au champ d'honneur.
…Au champ d'honneur est un court métrage français réalisé par Luc Moullet, sorti en 1998.

## Synopsis
La réaction du plus célèbre des alpinistes quand sa femme se tue sur un sentier très facile.

## Fiche technique
- Titre : …Au champ d'honneur
- Réalisation : Luc Moullet
- Scénario : Luc Moullet
- Musique : Patrice Moullet
- Photographie : Lionel Legros
- Pays :  France
- Format : couleurs - 16 mm
- Durée : 15 minutes
- Date de sortie : 1998

## Distribution
- Olivier Peissel
- Iliana Lolic
- Frédéric Studeny